# Dr. Zimmermannsche Wirtschaftsschule
Die Dr. Zimmermannsche Wirtschaftsschule in Koblenz war eine private Berufsbildende Schule. 

## Geschichte

### Gründung

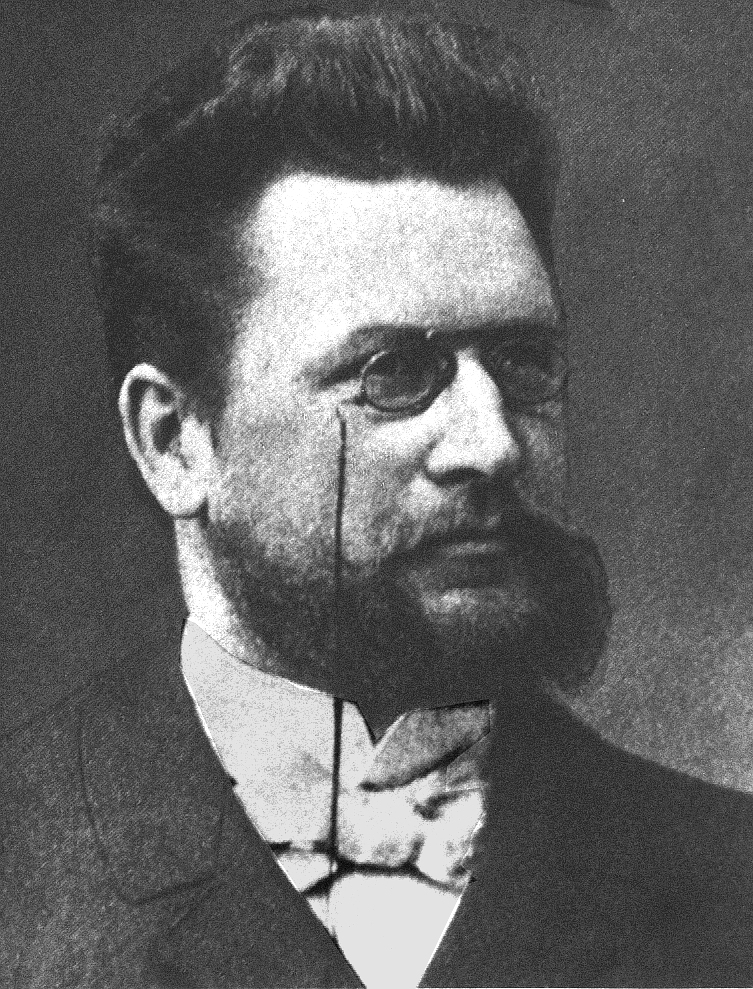
Franz Zimmermann

1887 gründete der Koblenzer Kaufmännische Schulverein eine kaufmännische Fortbildungsschule, die zunächst bis 1890 von Realgymnasialdirektor Most und bis 1894 von Lehrer Bode geleitet wurde. Diese erste kaufmännische Schule umfasste drei Klassen und eine Vorbereitungsklasse mit je einjährigen Kursen. Die Stadtverordneten bewilligten für das Jahr 1889 einen Zuschuss von 500 Mark. Anfangs war die Schule im alten Stadthaus, Gerichtsstraße 6, untergebracht.
1894 übernahm der aus Ostpreußen stammende Franz Zimmermann (1866–1903) die Leitung der „kaufmännischen Fortbildungsschule für Handlungslehrlinge“. Zimmermann, der 1899 in Berlin zum Doktor der Philosophie promoviert hatte, gründete 1894 auch eine kaufmännische Fortbildungsschule für Mädchen, die von 1898 an mit Jahresklassen und Vollzeitunterricht die erste Handelsschule für Mädchen im Rheinland war. Im Jahr 1900 mietete Zimmermann das Gebäude Altlöhrtor 17 und ließ es für Schulzwecke ausbauen. 1903 wurde die Fortbildungsschule zu einer Gewerbeschule für Handelsschülerinnen mit angeschlossenem Pensionat erweitert. Zimmermann starb im selben Jahr.

### Carl Hacke führt die Schule fort
Nach dem Tod von Franz Zimmermann führte zunächst seine Witwe den Unterricht unter Leitung von Carl Hacke (1876–1952) fort, der 1914 die Schule kaufte. Ein Jahr zuvor war der Unterricht bereits vom Altlöhrtor in die Hohenzollernstraße 148 verlegt worden; 1917 kam das Haus Hohenzollernstraße 162 als zweites Schulgebäude hinzu.
Als einer der ersten Privatschulen in Preußen wurde der Dr. Zimmermannschen Privat-Handelsschule 1928 die staatliche Anerkennung ausgesprochen, was die Gleichstellung mit einer öffentlichen Schule der betreffenden Art bedeutete. Das Abschlusszeugnis der Schüler der zweijährigen Handelsschule war dem der Mittel- bzw. Realschule gleichwertig.
1941 übernahm Bennodietrich Schoeller (1898–1993), Schwiegersohn von Carl Hacke, die Schulleitung. Als sein Verdienst gilt es, dass die Schule in der Zeit des Nationalsozialismus nicht verstaatlicht wurde und ihren Status als Privatschule behielt.

### Krieg und Nachkriegszeit
Während des Krieges wurde der Unterricht zunächst fortgesetzt, bis am 19. Juli 1944 das Haus in der Hohenzollernstraße 148 durch einen Bombenangriff völlig zerstört und kurze Zeit später Hohenzollernstraße 162 schwer beschädigt wurde. Die Schreibmaschinen für den Unterricht waren vorher den Schülern anvertraut und in verschiedene Dörfer der Umgebung ausgelagert worden. Unmittelbar nach Kriegsende begann Schoeller zusammen mit Frau und Tochter in Eigenleistung die noch vorhandenen Räume notdürftig instand zu setzen, sodass die Dr. Zimmermannsche Privat-Handelsschule am 1. Dezember 1945 als erste Schule in Koblenz den Unterricht wieder aufnehmen konnte.
In den 1950er-Jahren stieg die Schülerzahl von anfangs ca. 150 auf bis zu 600. Weil der Raum sehr knapp war, wurde im Schichtbetrieb unterrichtet, bis im Oktober 1959 das neue Schulhaus in der Mainzer Straße 50 fertiggestellt war.
Im Herbst 1968 übernahm Erich Gahl (1931–2005) die Schulleitung, Schwiegersohn von Bennodietrich Schoeller. Ab 1987 war Gahl zusammen mit seiner Frau Ingrid Gahl-Schoeller (1932–2025) auch Schulträger.

### Entwicklung nach 1970
Nachdem 1968 zusätzlich zur einjährigen und zweijährigen Handelsschule die höhere Berufsfachschule Wirtschaft und die Ausbildung von Sekretärinnen sowie 1971 das Berufsgrundschuljahr Wirtschaft und Verwaltung hinzugekommen waren, wurde die Dr. Zimmermannsche Privat-Handelsschule 1973 in Dr. Zimmermannsche Wirtschaftsschule umbenannt. Im gleichen Jahr richtete Erich Gahl die erste Fachschule Wirtschaft in Rheinland-Pfalz mit den Schwerpunktfächern Rechnungswesen sowie Personal- und Ausbildungswesen ein.
Ab 1980 bot die Dr. Zimmermannsche Wirtschaftsschule das Berufskolleg Wirtschaft an, einen einjährigen Bildungsgang für Realschüler und Abiturienten als Alternative zur zweijährigen höheren Berufsfachschule Wirtschaft. Im Jahr 1997 übernahm Corinna Gahl-Haupt die Schulleitung, im Jahr 2004 auch die Schulträgerschaft. Somit befand sich die Privatschule nun in Eigentum und Leitung der vierten Generation.
Seit 2011 war es möglich, in der Berufsoberschule II die allgemeine Hochschulreife zu erwerben.
Am 28. Januar 2023 gab die Dr. Zimmermannsche Wirtschaftsschule ihre Schließung zum Sommer 2024 bekannt.

## Bildungsgänge

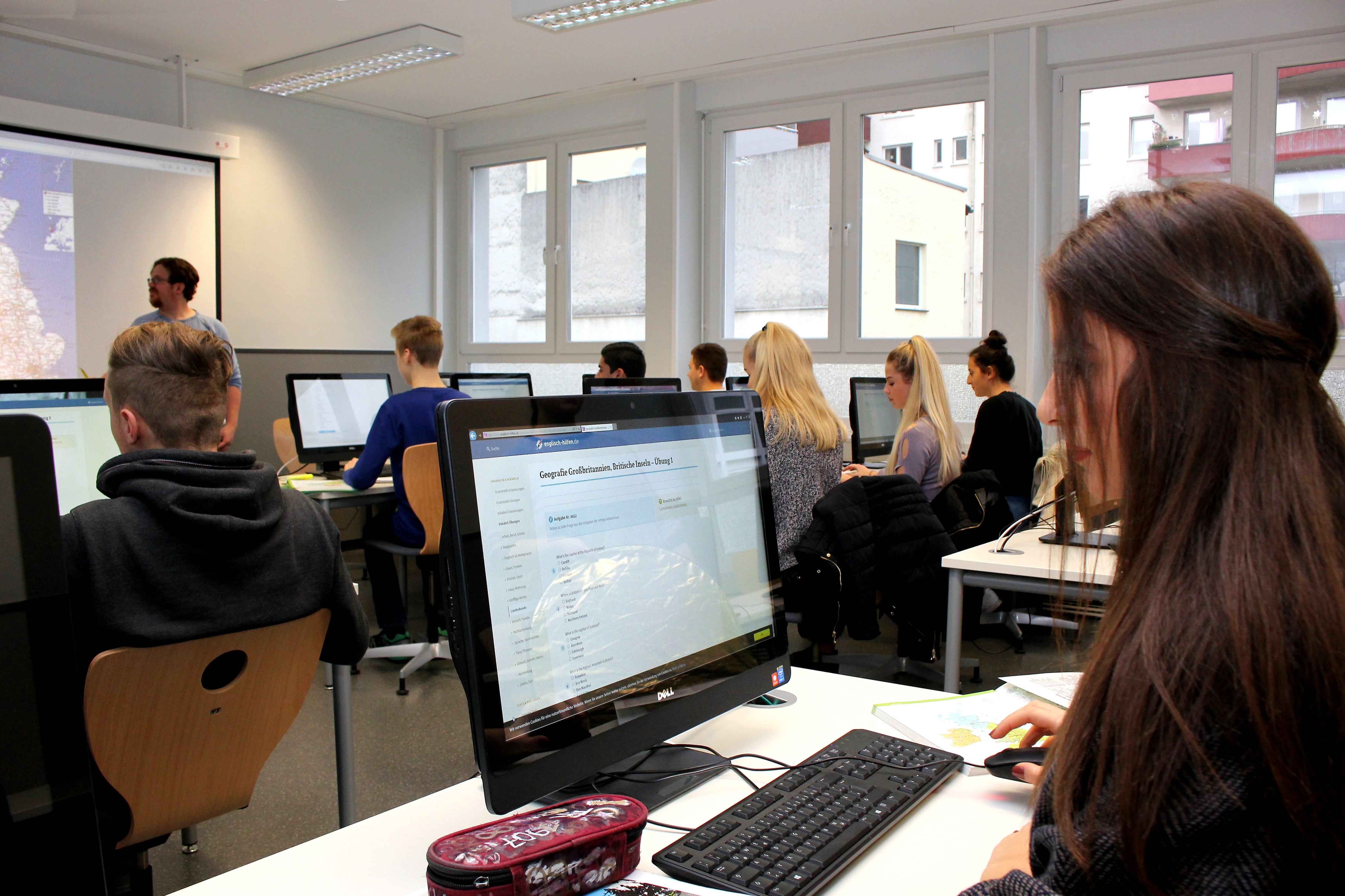
Unterricht am PC

- Berufsfachschule I Informationsverarbeitung und Medien
- Berufsfachschule I Wirtschaft und Verwaltung
- Berufsfachschule II Betriebswirtschaft
- Berufsfachschule II Informationsverarbeitung und Medien
- Höhere Berufsfachschule Mediendesign
- Höhere Berufsfachschule Wirtschaft
- Höhere Berufsfachschule Informationstechnik
- Duale Berufsoberschule
- Berufsoberschule II

## Projekte
Bildung beschränkt sich nicht auf Fachwissen. So gehörte zum Beispiel die 2010 von Dipl.-Theol. Edwin Müller ins Leben gerufene Projektreihe „Ethik an der Wirtschaftsschule“ der höheren Bildungsgänge zum Angebot der Schule. Sie gab Gelegenheit, nach Vorbereitung im Unterricht mit fremden Referenten über Themen wie Obdachlosigkeit, Organspende und dergleichen zu sprechen. 2010 begann die Veranstaltungsreihe mit jährlich meist zwei Vorträgen und anschließender Diskussion. Thema des Projekts im Oktober 2018 war „Die Deportation von Juden aus Koblenz und Umgebung“, das Schülerinnen und Schüler bewegte und mit dem sie sich zusammen mit Katrin Schulz, Lehrerin für Religion und Sozialkunde, auseinandersetzten. In der Abschlussveranstaltung des Projekts sprach Joachim Hennig, stellvertretender Vorsitzender des Fördervereins „Mahnmal für die Opfer des Nationalsozialismus in Koblenz“. Nach einem allgemeinen geschichtlichen Rückblick berichtete Hennig, wie am 1. April 1933, nur zwei Monate nach dem Ende der Weimarer Republik, es zur ersten antisemitischen Großaktion in Koblenz kam, in der Juden auf einem Plakat als „Weltfeind“ dargestellt wurden. In der Folge hätten jüdische Richter und Anwälte ihre Zulassung verloren, jüdische Geschäfte seien boykottiert worden und wer bei Juden kaufte, sei Gefahr gelaufen, mit Foto in der Zeitung angeprangert zu werden. Nach weiterer Schilderung von Grausamkeiten beendete er seinen Vortrag mit dem oft zitierten Satz: „Wer in der Demokratie schläft, wacht in der Diktatur auf.“

## Informationsveranstaltungen für Eltern, Schüler und Schülerinnen

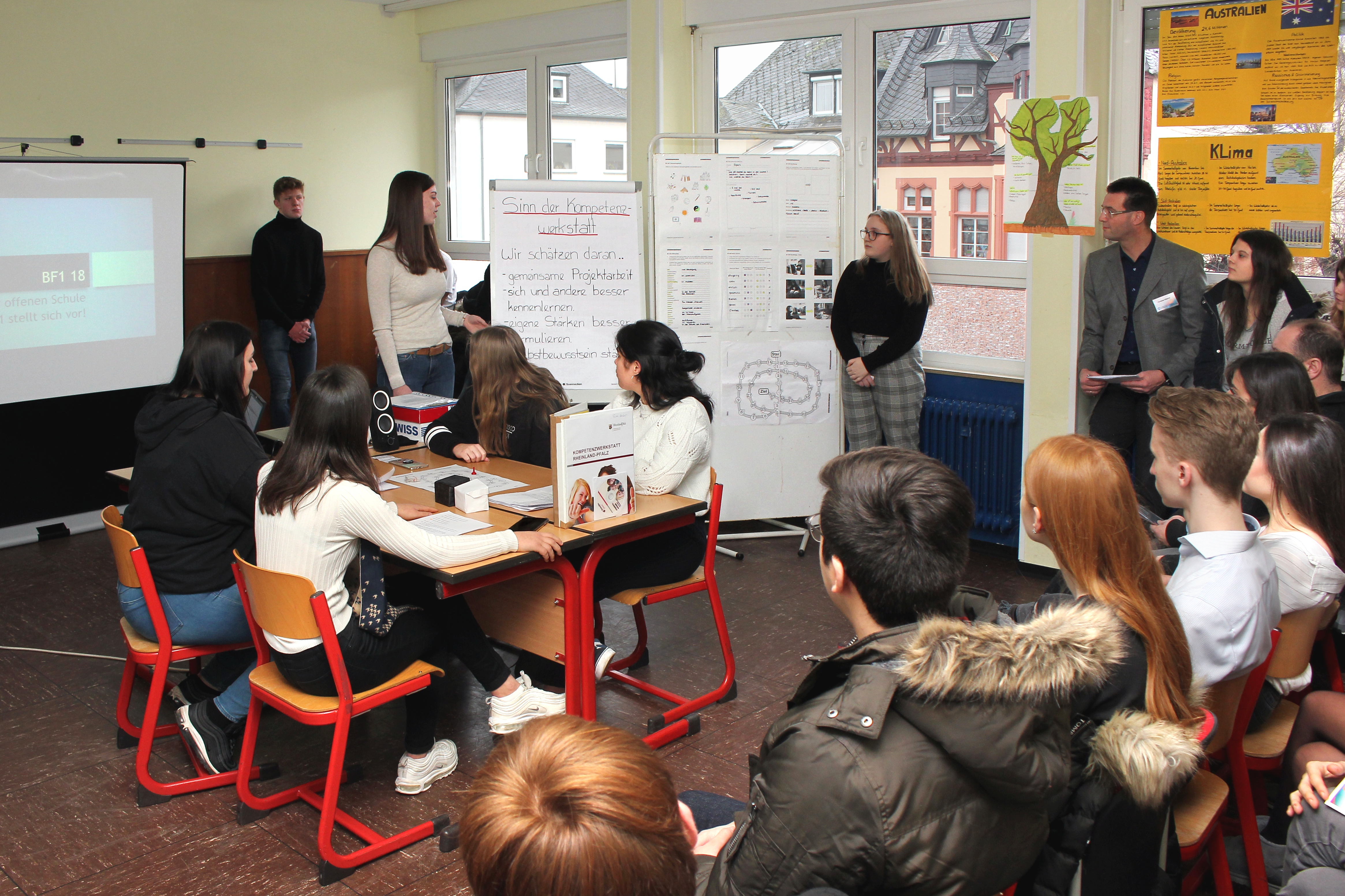
Tag der offenen Schule 2019

Alljährlich lud die Schule zum Elterninformationsabend ein, an dem Schülerinnen und Schüler „ihre Schule“ vorstellen und Gelegenheit zum Gespräch mit Schulleitung und Lehrpersonal bestand. Eine andere Möglichkeit, die Schule kennen zu lernen, war der Tag der offenen Schule im Februar, an dem außer Informationen über Bildungsgänge sowohl interessante als auch amüsante Unterhaltung geboten wurde. Schülerinnen und Schüler arbeiteten für diesen Tag Vorträge aus oder übten Sketche ein, während andere die Gäste in einer Cafeteria bewirteten.
Eine Hilfe bei der Suche nach einem Ausbildungsplatz war die Jobbörse der Dr. Zimmermannschen Wirtschaftsschule, bei der sich Unternehmen der freien Wirtschaft, die Polizei und Bundeswehr den Jugendlichen vorstellten. Schon im Vorfeld erhielten die Schülerinnen und Schüler Informationen zu den Unternehmen, um gegebenenfalls Bewerbungen auszuarbeiten, sie mit den Vertretern der Unternehmen zu besprechen und nach eventuell nötiger Vervollständigung oder Verbesserung abzugeben. Ferner sollten die Schüler im Anschluss an die Jobbörse – als Bestandteil des berufsbezogenen Unterrichts – in 3 Minuten über drei der anwesenden Unternehmen sowie über deren Präsentation an der Jobbörse im Unterricht kurz berichten.
In Zusammenarbeit mit der Hochschule Koblenz informierte die Schule Schülerinnen und Schüler sowie Eltern über die Möglichkeiten des dualen Studiums in Verbindung mit betrieblicher Ausbildung oder Beruf. Absolventen und Studierende stellten an einem Informationsabend in der Hochschule Koblenz die Möglichkeiten vor und beschrieben den Ablauf mit vier Tagen in der Woche Arbeit im Betrieb und freitags sowie vierzehntäglich am Samstag Vorlesungen an der Hochschule.
In unregelmäßigen Abständen fand ein Jungunternehmertag statt, an dem junge Leute, meist frühere Absolventen der Dr. Zimmermannschen Wirtschaftsschule, die seit einigen Jahren als Selbstständige in unterschiedlichen Branchen tätig sind, Rede und Antwort standen. Die Fragen an die jungen Unternehmer wurden im Unterricht vorbereitet. Sinn und Zweck war es, jungen Menschen die Angst vor unternehmerischer Selbstständigkeit zu nehmen, andererseits allzu euphorische Vorstellungen zu dämpfen und das wirtschaftliche Risiko deutlich zu machen, das junge Unternehmer oft eingehen.